# 寺前武雄
寺前 武雄（てらまえ たけお、1913年〈大正2年〉6月12日 - 1998年〈平成10年〉10月25日）は、日本の政治家。北海道北見市長（1975年 - 1987年、3期）。

## 来歴
北見市生まれ。1927年（昭和2年）、北海道庁野付牛中学校（旧制）卒業。札幌の司法書士事務所や弁護士事務所に勤務。1938年（昭和13年）兵役に就く。1945年（昭和20年）終戦により復員。その後、北見市農業共済組合に入る。同組合長を経て、1951年（昭和26年）に地元・北見市の市議会議員選挙に無所属で出馬し、初当選。以後、市議会議員を連続6期当選した。1959年（昭和34年）5月8日、第5代同市議会副議長に選出された。1960年（昭和35年）7月2日、市議会議長が辞任したため、前議長に代わって第7代議長に選出された。1963年（昭和38年）4月30日に議長を退任した。1967年（昭和42年）5月10日に第9代議長に選出され、再び議長となった。1971年（昭和46年）4月30日に議長を退任したが、5月11日、第10代議長に再任された。市議会議員時代は、苦学して大学入学資格検定に合格し、勤労学生として中央大学法学部通信教育課程を卒業した。

### 1975年北見市長選挙
1975年（昭和50年）4月17日に議長を辞職した。その後、北見市長選挙に出馬し現職の宇佐美福生を破って、初当選を果たした。
※当日有権者数：-人 最終投票率：91.16%（前回比：-pts）
| 候補者名   | 年齢 | 所属党派 | 新旧別 | 得票数   | 得票率 | 推薦・支持 |
| ---------- | ---- | -------- | ------ | -------- | ------ | ---------- |
| 寺前武雄   | 61   | -        | 新     | 28,159票 | 52.2%  | -          |
| 宇佐美福生 | 53   | -        | 現     | 25,691票 | 47.7%  | -          |

同年5月1日に就任した。

### 1979年北見市長選挙
無所属自民党推薦で立候補し、無所属社会党推薦で北教組出身の新人を破って再選を果たした。
※当日有権者数：-人 最終投票率：-%（前回比：-pts）
| 候補者名 | 年齢 | 所属党派 | 新旧別 | 得票数   | 得票率 | 推薦・支持 |
| -------- | ---- | -------- | ------ | -------- | ------ | ---------- |
| 寺前武雄 | 65   | 無所属   | 現     | 34,462票 | 60.4%  | 自民推薦   |
| 松田則義 | 50   | 無所属   | 新     | 22,614票 | 39.6%  | 社会推薦   |

### 1983年北見市長選挙
共産党の新人との争いを制して、3選を果たした。
※当日有権者数：-人 最終投票率：82.56%（前回比：-pts）
| 候補者名 | 年齢 | 所属党派   | 新旧別 | 得票数   | 得票率 | 推薦・支持 |
| -------- | ---- | ---------- | ------ | -------- | ------ | ---------- |
| 寺前武雄 | 69   | -          | 現     | 44,735票 | 79.8%  | -          |
| 益井愛人 | 71   | 日本共産党 | 新     | 11,342票 | 20.2%  | -          |

在任中は、箱物行政と揶揄されるも、北海学園北見大学や北海学園北見女子短期大学の開学や、北海道立北見体育センターや北網圏北見文化センターの建設など文化・スポーツ・教育の各施設の充実に努めた。1987年（昭和62年）に市長を勇退。同年、グリーンズ北見代表取締役社長や北海学園北見女子短期大学経営学科客員講師に就く。1990年（平成2年）に同大学退職。1994年（平成6年）北見市名誉市民に選出される。

## 受賞歴
- 藍綬褒章（1977年）
- 勲三等旭日中綬章（1987年）